# Musica e parole (Libra)
Musica e parole è il primo album del gruppo musicale italiano Libra. Registrato a Milano negli studi della Dischi Ricordi nel 1974, è stato pubblicato nella primavera del 1975.

## Tracce
1. Nato oggi
2. Il tempo è un buon amico
3. Forse è Furia
4. Beyond the Fence
5. Musica e parole
6. Pegno d'amore
7. Inquinamento

## Formazione
- Dino Cappa - basso, voce
- David Walter - batteria, percussioni
- Federico D'Andrea - voce, chitarra acustica
- Nicola Di Staso - chitarra elettrica
- Alessandro Centofanti - tastiere
- Claudio Fabi - produttore
- Danny B. Besquet - produttore